# روبرت إف. كيلي
روبرت إف. كيلي (بالإنجليزية: Robert F. Kelly)‏ هو محامي وقاضي أمريكي، ولد في 1935 في Rosemont, Pennsylvania ‏ في الولايات المتحدة.